# Шестдесети пехотен полк
Шестдесети пехотен полк е български пехотен полк, формиран през 1913 година и взел участие в Междусъюзническата (1913) и Първата световна война (1915 – 1918).

## Формиране
Историята на полка започва на 13 май 1913 година, когато със заповед №1 по Първа резервна дивизия в с. Бояна от 1-ва, 16-а, 22-ра и 26-а сборна дружина и 53-ти резервен полк се формира Втори пехотен резервен полк. По-късно е преименуван на преименуван на Шестдесети пехотен полк и влиза в състава на 12-а пехотна дивизия от Пета армия. Взема участие във Междусъюзническата война (1913) и през август същата година се завръща в Хасково и е демобилизиран и разформирован. Кадърът на полка се придава към 10-и пехтен родопски полк и 30-и пехотен шейновски полк.

## Първа световна война (1915 – 1918)
Във връзка с избухването на Първата световна война (1915 – 1918) на 2 септември 1915 година в Плевен се формира Втори пехотен кадрови полк. Кадри за състава му се вземат от 4-ти, 17-и, 33-ти и 34-ти полк. По-късно полкът е преименуван на Втори пехотен македонски полк, а през юли 1917 година в Шестдесети пехотен полк. Влиза в състава на 1-ва бригада от Единадесета пехотна македонска дивизия. Взема участие във войната. На 15 ноември 1918 съгласно заповед № 372 от същата дата по 60-и пехотен полк от същата дата полкът окончателно се разформира и престава да съществува. Действащите чинове се превеждат в 64-ти пехотен полк.
При намесата на България във войната полкът разполага със следния числен състав, добитък, обоз и въоръжение:
| Числен състав                                                                   | Добитък   | Обоз                             | Въоръжение                           |
| ------------------------------------------------------------------------------- | --------- | -------------------------------- | ------------------------------------ |
| Дружини: 3 Картечни роти: ½ Офицери: 40 Чиновници: 4 Подофицери и войници: 4678 | Коне: 382 | Обикновени коли: 17 Товарни: 359 | Пушки и карабини: 3299 Картечници: 1 |

## Командири
Званията са към датата на заемане на длъжността.
| № | звание       | име                | дати                 |
| - | ------------ | ------------------ | -------------------- |
|   | Подполковник | Никола Дагарадинов | Първа световна война |
|   | Полковник    | Стоян Калоянов     | Първа световна война |

## Наименования
През годините полкът носи различни имена според претърпените реорганизации:
- Втори пехотен резервен полк (3 май 1913 – май 1913)
- Шестдесети пехотен полк (май 1913 – август 1913)
- Втори пехотен кадрови полк (2 септември 1915 – 11 септември 1915)
- Втори пехотен македонски полк (11 септември 1915 – юли 1917)
- Шестдесети пехотен полк (юли 1917 – 15 ноември 1918)